# Nikołaj Smirnow (1906–1962)
Nikołaj Iwanowicz Smirnow (ros. Никола́й Ива́нович Смирно́в, ur. 1906, zm. 17 czerwca 1962) – radziecki działacz gospodarczy, partyjny i państwowy.

## Życiorys
Od 1928 służył w Armii Czerwonej, od 1931 należał do WKP(b), do 1939 był przewodniczącym komitetu fabrycznego i szefem warsztatu fabryki. W 1941 ukończył Leningradzki Instytut Budowy Okrętów, między 1944 a 1946 był szefem warsztatu fabryki, kolejno w latach 1946-1949 dyrektorem fabryki "Leninskaja Kuznica" w Kijowie, a w latach 1949-1950 dyrektorem fabryki "Krasnoje Sormowo" w Gorkim (Niżnym Nowogrodzie). W latach 1950–1954 dyrektor Fabryki Kirowskiej w Leningradzie (Petersburgu), od 15 czerwca 1954 do 17 czerwca 1962 przewodniczący Komitetu Wykonawczego Leningradzkiej Rady Miejskiej, od 25 lutego 1956 do końca życia zastępca członka KC KPZR. Deputowany do Rady Najwyższej ZSRR od IV do VI kadencji. Laureat Nagrody Stalinowskiej (1951). Odznaczony trzema Orderami Lenina. Zginął w wypadku samochodowym.